# Budníček horský
Budníček horský (Phylloscopus bonelli), někdy nazýváný budníček horní, je malý pták z čeledi budníčkovití.

## Taxonomie
Monotypický druh, dříve spojovaný do jediného druhu s budníčkem balkánským (Phylloscopus orientalis).

## Popis
Samička i sameček jsou zbarveni stejně. Vršek těla je světle zelenavě šedohnědý, má málo výrazný smetanový nadoční proužek. Kostřec je žlutavý, rýdovací pera hnědá s výraznými světle žlutozelenými lemy. Spodek čistě bílý, včetně hrdla, boky mohou být našedlé. Letky jsou hnědé, výrazné žlutozelené lemy, ohbí křídla a spodní křídelní krovky žluté. Mívá délku 10,5–12 cm, hmotnost 6–9 g.
Zpívá skoro stejně jako budníček lesní, vypadá velmi podobně jako budníček větší, proto se velmi špatně určuje.

## Prostředí
Žije většinou ve světlých lesích na horách a pahorkatinách, dává přednost příkrým, suchým a k jihu obráceným svahům. Hnízdí jednou, menšina párů pravděpodobně i 2× ročně. Do hnízda v trávě na zemi snáší v květnu a červnu 5–6 vajec, sedí jen samice 13 dní. Mláďata krmí oba rodiče 12 dní v hnízdě a po vylétnutí ještě pár dní v okolí. Z hnízdiště odlétají od července do začátku září, přílet probíhá od poloviny dubna. 

## Potrava
Živí se hlavně hmyzem, především létajícím.

## Rozšíření

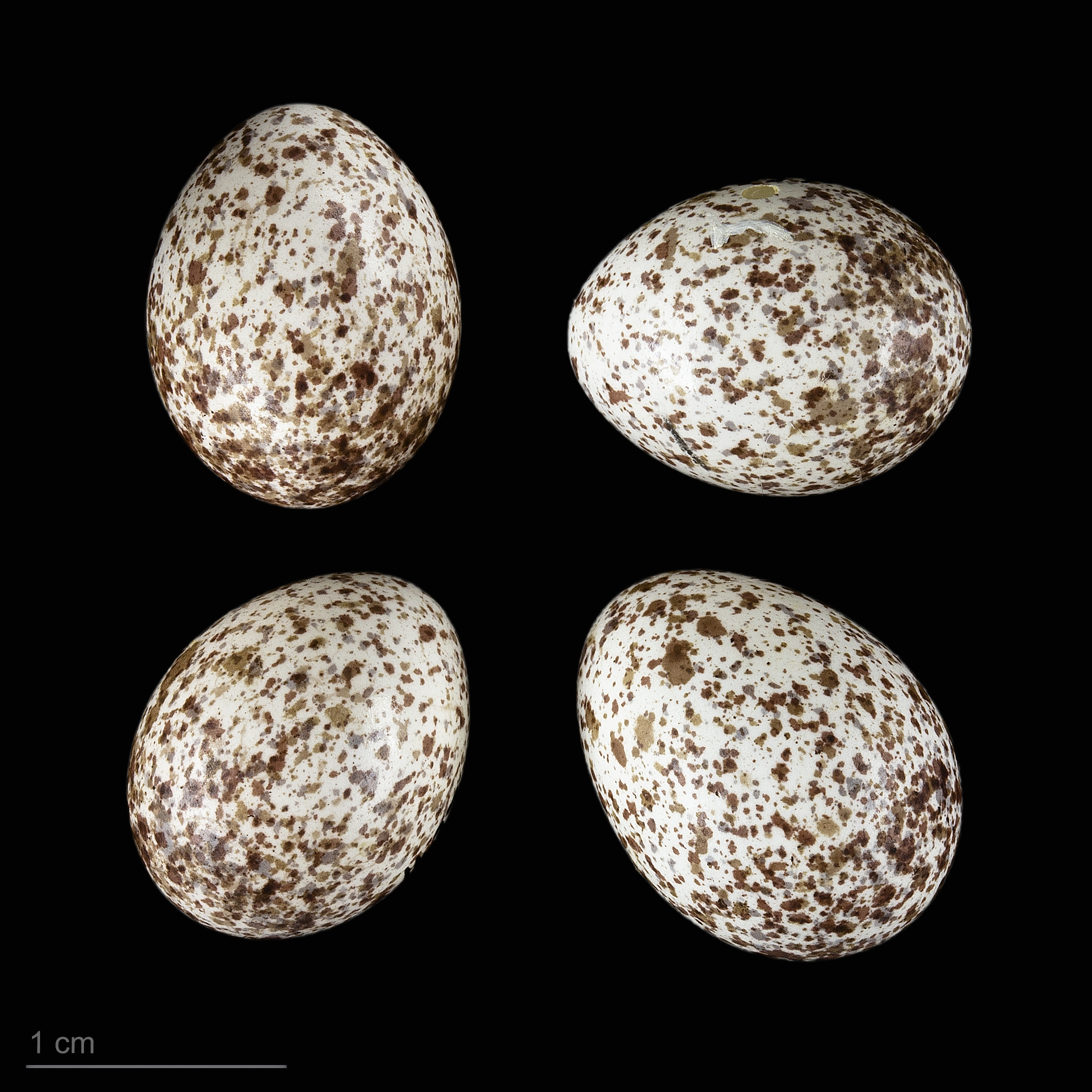
Phylloscopus bonelli

Vyskytuje se v Severní Africe, v Evropě od Pyrenejského po Apeninský poloostrov a na sever po střední Evropu. Po roce 1940 se začali šířit k severu, ojediněle pozorován na polské straně Krkonoš nebo na bavorské straně Šumavy. Je to tažný druh, zimuje v savanách mezi Saharou a rovníkem.
Z ČR pochází docela velké množství zpráv o výskytu již od konce 19. století, žádná však nebyla spolehlivě potvrzena. Dosud tak existuje jediný spolehlivě doložený záznam – 2. srpna 2009 byl jeden pták odchycen v Praze-Kunraticích.